# 噴泉塔

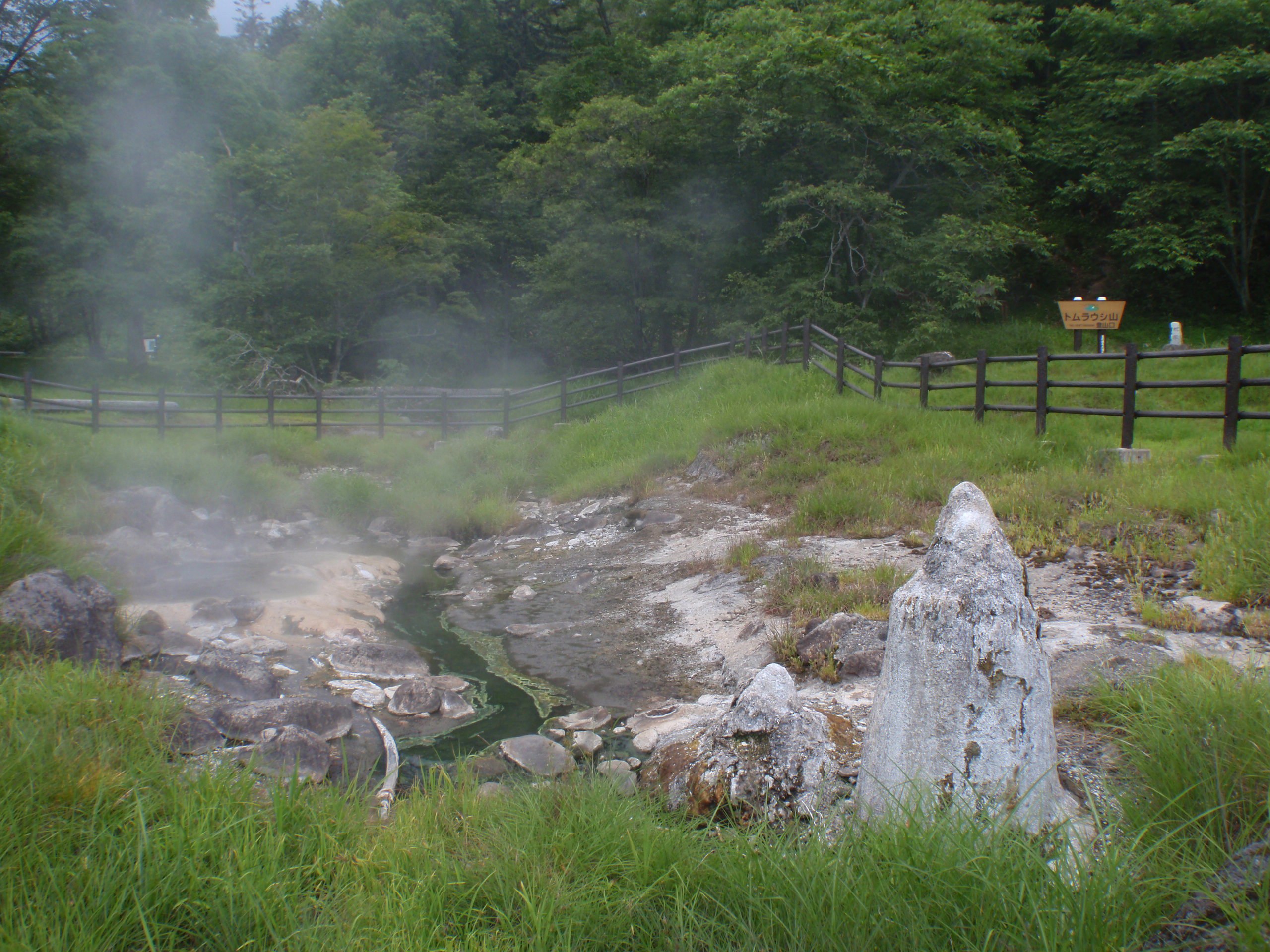
トムラウシ温泉噴泉塔

噴泉塔（ふんせんとう）は、石灰華の一種。噴泉石炭華塔（略して石炭華塔）とも呼ばれる。温泉に含まれる成分が空気に触れ、沈殿物（主要成分として炭酸カルシウム・水酸化マグネシウム）となり、それが固まって長い年月の間に塔のような形状になったものを指す。

## 概要
全国各地の温泉に見られるものである。
国の天然記念物として、秋田県湯沢市の「鮞状珪石および噴泉塔」（1924年12月9日指定）、栃木県日光市の「湯沢噴泉塔」（1922年3月8日指定）、石川県白山市の「岩間の噴泉塔群」（1954年12月25日指定、1957年6月19日特別天然記念物指定）がある。このうち、湯沢市の噴泉塔は1964年までに失われている。
北海道河東郡上士幌町の丸山噴泉塔群のうち最も高いものは2mを超え、岩間の噴泉塔群の一部が2m近く、北海道上川郡新得町のトムラウシ温泉の噴泉塔も1.4mほどとなる。1mを超える塔は世界的にも珍しく、学術的に貴重なものである。湯沢噴泉塔のものは、最大で60cmほどしかない。